# Deatsville
Deatsville ist ein Ort im Elmore County, Alabama, USA. Die Gesamtfläche des Ortes beträgt 12,1 km². Das U.S. Census Bureau hat bei der Volkszählung 2020 eine Einwohnerzahl von 1.679 ermittelt.